# Шериф (компанія)
«Шериф» (ТОВ) — молдовська компанія та холдинг приватних компаній, що діє на території т. зв. ПМР. 2014 року забезпечив надходження 52 % всього сукупного «бюджету ПМР».

## Холдинг
Структура комерційних організацій включає материнську компанію і мережу дрібних дочірніх компаній, які вона контролює. Материнська компанія володіє контрольним пакетом акцій, а дочірні розподіляють між собою решту акції.

### Персонал
Компанія складається з мережі супермаркетів, мережі автозаправок, телеканалу, мережі мобільного і стаціонарного зв'язку; компанія володіє контрольними пакетами акцій вино-коньячного і текстильного комбінатів, електрохімічного заводу, двох хлібокомбінатів, бази з вирощування риб; володіє спорткомплексом «Шериф» з футбольним клубом «Шериф», власним видавничим домом і рекламним агентством тощо.
2012 року працювало 13 157 осіб, 2015-го — 15-16 тис.

### Історія

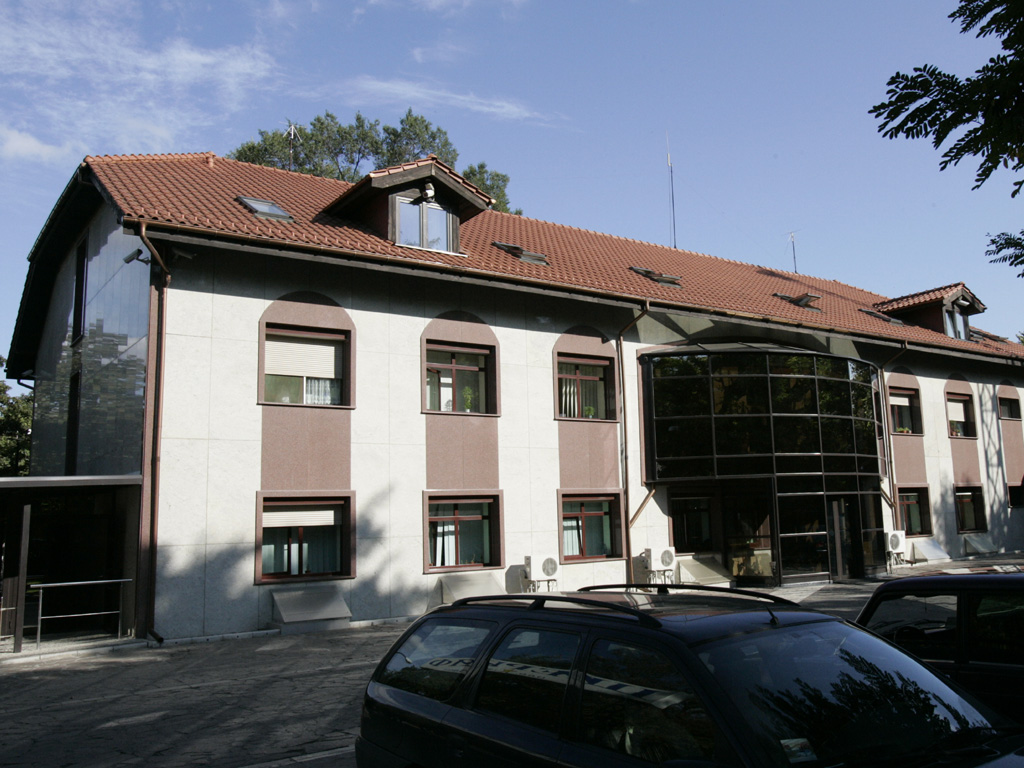
Офіс «Шериф» у Тирасполі

Компанію створено 24 червня 1993 року. 1996-го відкривається мережа супермаркетів «Шериф». 4 квітня 1997 року був заснований спортивний клуб «Шериф». У серпні 1997 року компанія «Шериф» розпочала створення багатоканального телебачення по всій території ПМР.
21 квітня 1998 року було створено будівельний підрозділ компанії. У червні 1998 року введена в експлуатацію перша автозаправна станція «Шериф». На початку 1999 року було створено видавничий дім «Дело». У травні 1999 року розпочав роботу автоцентр «Мерседес-Бенц». 1 серпня 2000 року почалося будівництво спорткомплексу «Шериф». У липні 2000 року було введено в експлуатацію склад нафтопродуктів. У лютому 2003 року після приватизації і реконструкції розпочала роботу Тираспольська нафтобаза. 22 січня 2004 року було створено рекламне агентство «Ексклюзив». 23 травня 2005 року «Шериф» приватизує Тираспольський хлібокомбінат і Тираспольський комбінат хлібопродуктів. 5 липня 2005 року відкрито перший салон ігрових автоматів. У жовтні 2005 року була приватизировна і реконструйована Рибницька нафтобаза. 14 липня 2006 року було приватизовано Тираспольський винно-коньячний завод «КВІНТ».
2006 року був побудований комплекс «Акватир» з вирощування, і промислової переробки осетрових риб, у тому числі і виробництво натуральної чорної ікри на основі інтенсивних технологій.
52 % платежів у «бюджет» ПМР здійснили компанії холдингу «Шериф».

### Конкуренція
Економіка ПМР високо монополізована, але там діє Комітет цін і антимонопольної діяльності. У питаннях оптової і роздрібної торгівлі, а також зв'язку і комунікацій холдинг за свої обсягами реалізації охопив понад половиною ринку території. Основними конкурентами «Шерифу» є:
- супермаркет української компанії «Фуршет»[8],
- оптові бази придністровських компаній «Цыта»[9] та «Каліюга плюс»[10][11], філії ТОВ ТПФ «Интерцентр-Люкс» (у містах Тирасполь і Дубоссари, що випускає супутню харчову продукцію (додаток до їх основної швейної діяльності високої моди); торгові центри: «ДІК» (Тирасполь)[12], «Тернопіль» (Тирасполь)[13], «Ян» (Тирасполь)[14], «Гранд-Плаза» (Григоріополь)[15], «Континент» (Рибниця)[16];
- оптові бази і магазини агрофірм: «Рустас»[17], «Агростиль»[18], «Градина»[19], Сонце Дар"[20], «Агростар»[21] та багатьох інших[22], тисячі приватних підприємців (перекупників), які торгують на всіх придністровських міських і сільських ринках.

## Консорціум холдингу

### Оптова та роздрібна торгівля
Торгівля продуктами харчування, автомобілями та пально-мастильними матеріалами, господарчими товарами і т. д.

#### Мережа супермаркетів, оптових магазинів, мінімаркетів

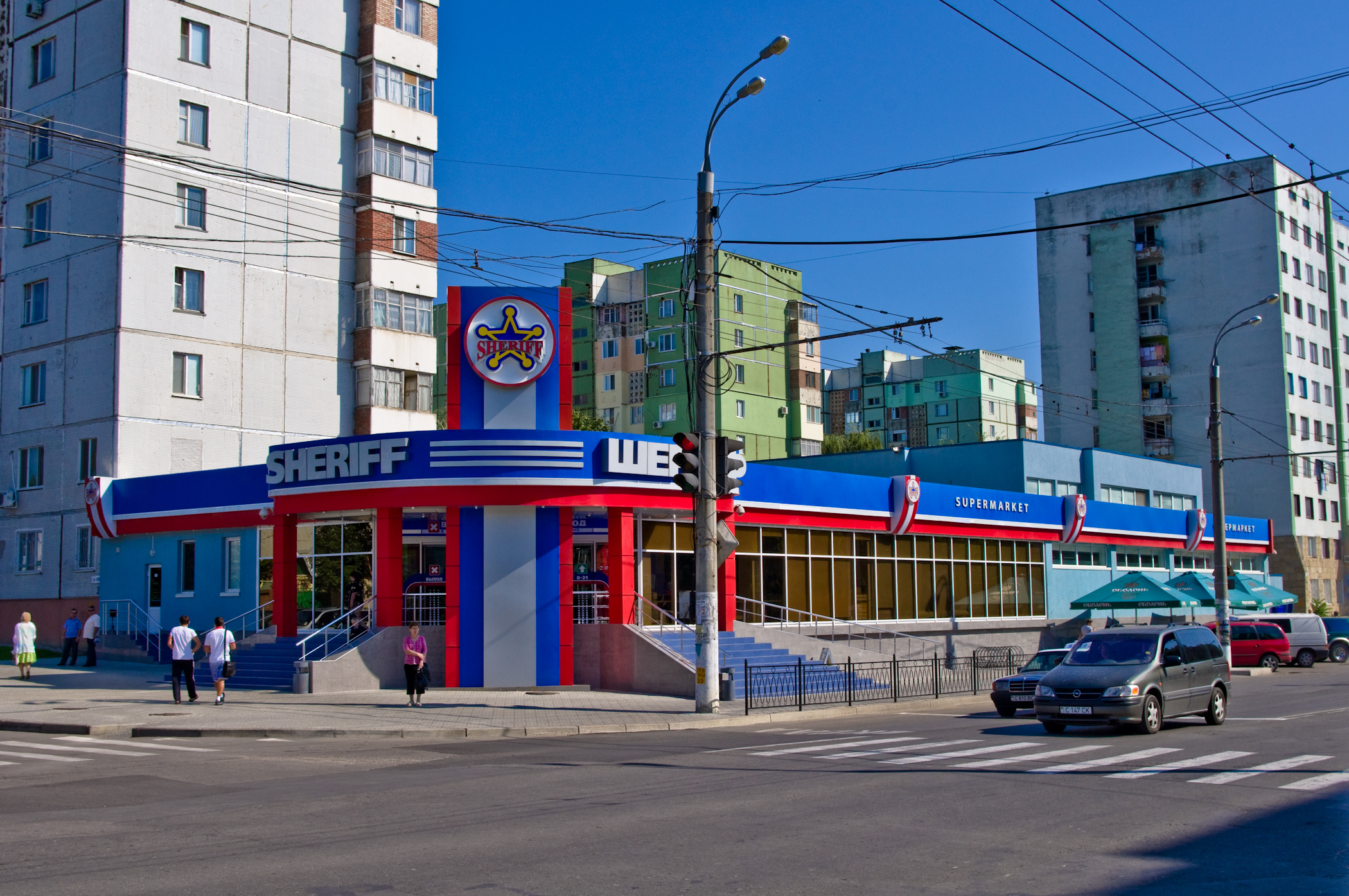
Супермаркет Шериф-13

В даний час відкрито 25 великих торгових філій у всіх містах Придністров'я (21 супермаркет, 3 оптових магазина, 1 мінімаркет): 11 у Тирасполі, 5 в Бендерах, 3 в Рибниці, 2 в Дубоссарах і по одному в Григоріополі, Слободзеї, Дністровському та Кам'янці. Загальна торгова площа магазинів близько 15-16 тисяч квадратних метрів. Частка холдингу «Шериф» у роздрібній та оптовій торгівлі продуктами харчування всередині ПМР колосальна й оцінюється в 50-55 % легального обігу, в той час, як оборот міських ринків відомий лише за звітностю власників патентів, та абсолютно невідомий оборот людей, що продають продукцію своїх власних домогосподарств та присадибних господарств.

### Автоцентр, нафтобази та АЗС
Холдинг володіє контрольним пакетом акцій автоцентру, купив дві нафтобази і побудував власну незалежну мережу автозаправних станцій.

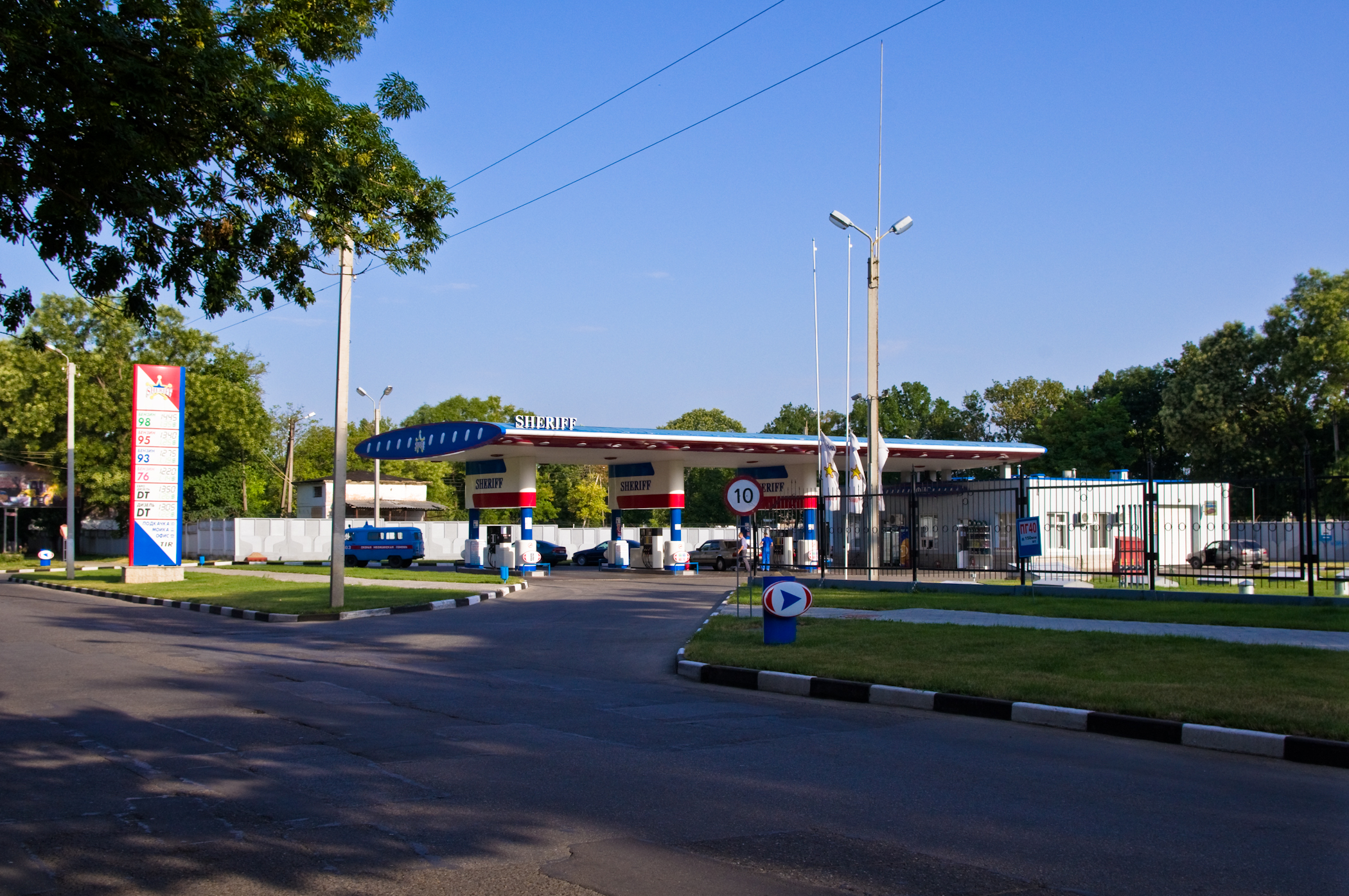
АЗС «Шериф» у Бендерах
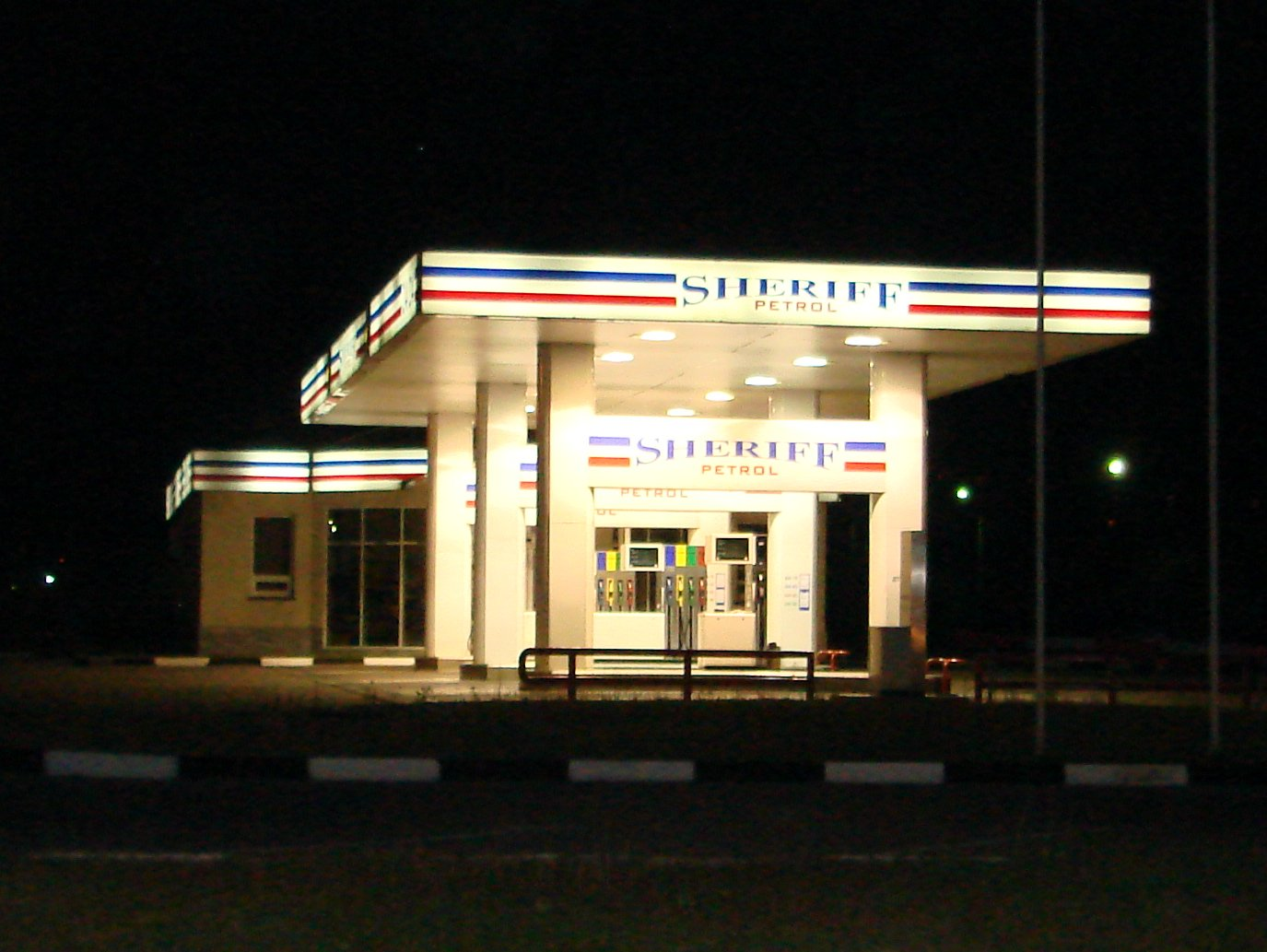
АЗС «Шериф» при в'їзді в Тирасполь
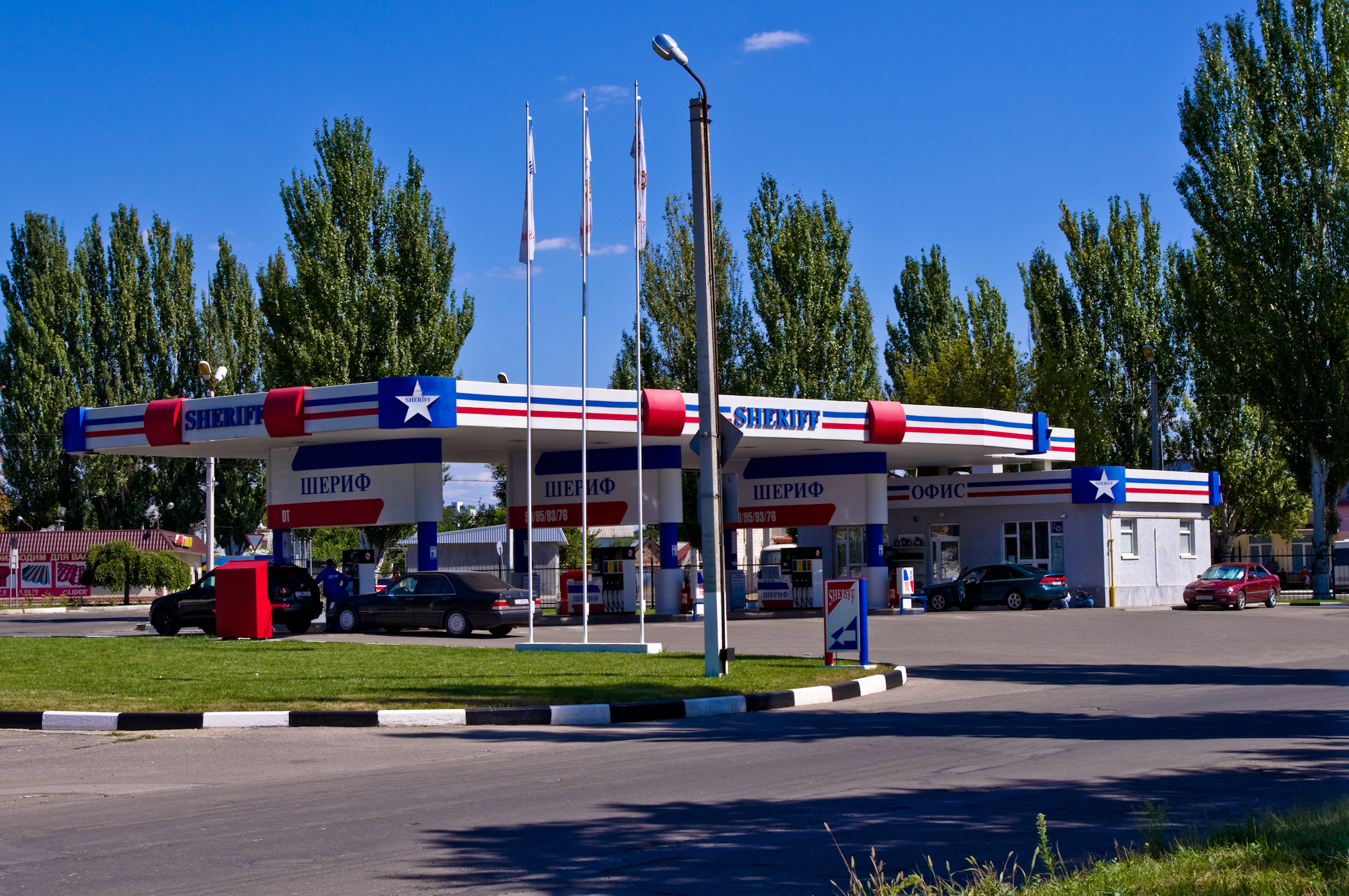
АЗС «Шериф» у Тирасполі (біля Парку Перемоги)

В 1998 році була відкрита перша, що належить ТОВ «Шериф», АЗС у Тирасполі. На даний момент по всьому Придністров'ю відкрито 15 станцій (а так само невеликі газові заправки ЗАТ «Метан-авто», чиїм контрольним пакетом акцій володіє АЦ «Мерседес-Бенц»), які належать ТОВ «Шериф»: 7 з яких у Тирасполі, 3 в Рибниці, 2 в Дубоссарах і по одній в Бендерах, Слободзеї і Григоріополі, а також 2 нафтобази і 1 склад ПММ, що належить їм. Частка холдингу «Шерифф» в мережах придністровських АЗС відносно не велика (всього по ПМР близько сотні належать різним власникам АЗС, нафтобаз, складів ПММ і т. д.), так як АЗС ТОВ «Шериф» в основному сконцентровані біля двох головних міст ПМР: Тирасполь і Бендери.

### Телекомунікаційні послуги

#### Телефонний зв'язок

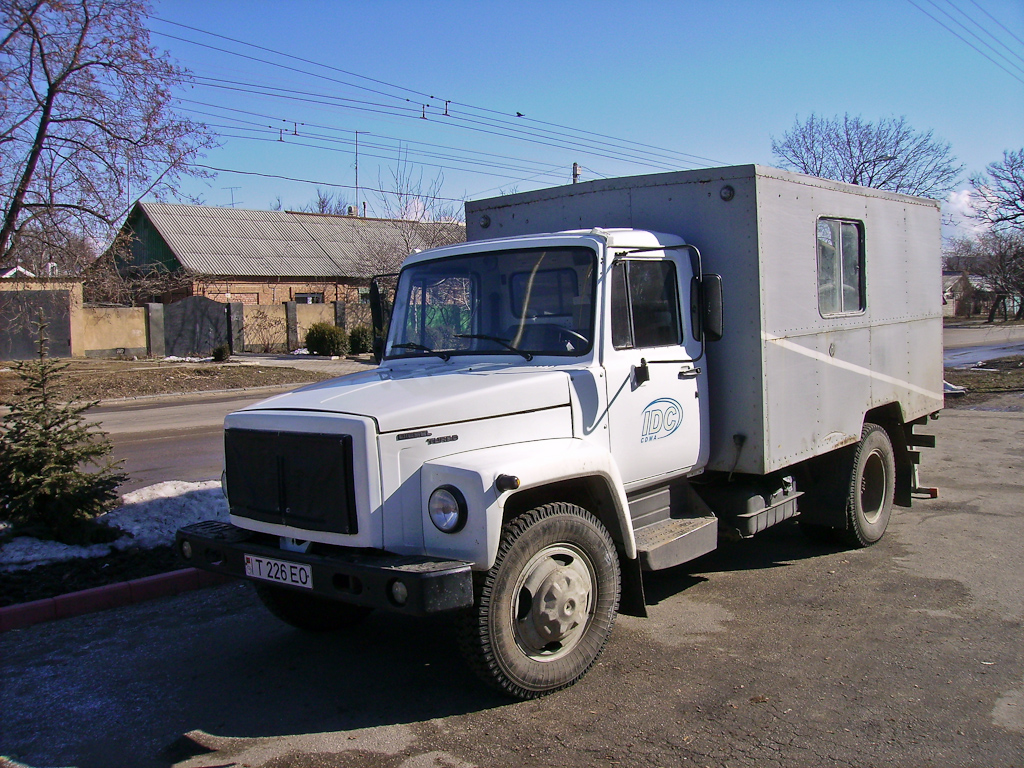
Аварійна бригада «Інтерднестркома» у Тирасполі

«Шериф» є монополістом у сфері мобільного та фіксованого телефонного зв'язку в Придністров'ї. Здійснюється компанією «IDC». Частка на придністровському ринку оцінюється у 80-85 %.

#### Мобільний зв'язок. Телебачення і радіо. Інтернет
Дочірній компанії «IDC» (Інтертелеком) належать права на надання послуг телебачення, організованого в цифровому форматі. Так само таке право належить «державній» компанії «ТВ-ПМР» і бендерській муніципальній компанії «БТВ». Повний перехід до цифрового мовлення ТБ у всіх містах Придністров'я завершився в середині 2011 року. Також в структуру IDC входить радіокомпанія «Inter FM».

Дочірня компанія «IDC» також є єдиним масовим організатором інтернет-провайдингу в Придністров'ї. Надання послуг Інтернету здійснюється по «ADSL» технології та мобільній технології CDMA 1X «EV-DO» rev.A(0), а також за допомогою оптичного каналу зв'язку «FTTH». В якості альтернативи цифрового телебачення «IDC» організовано «IP-TV» («Ай-Пі-телебачення»), що реалізовується фізично за допомогою вищезазначених технологій «ADSL» або «FTTH». Компанія пропонує своєму абоненту широкий асортимент рекомендованого «ADSL» обладнання компанії PLANET, частотні роздільники ANNEX A/B, цифрові приставки STB («SetTopBox»).

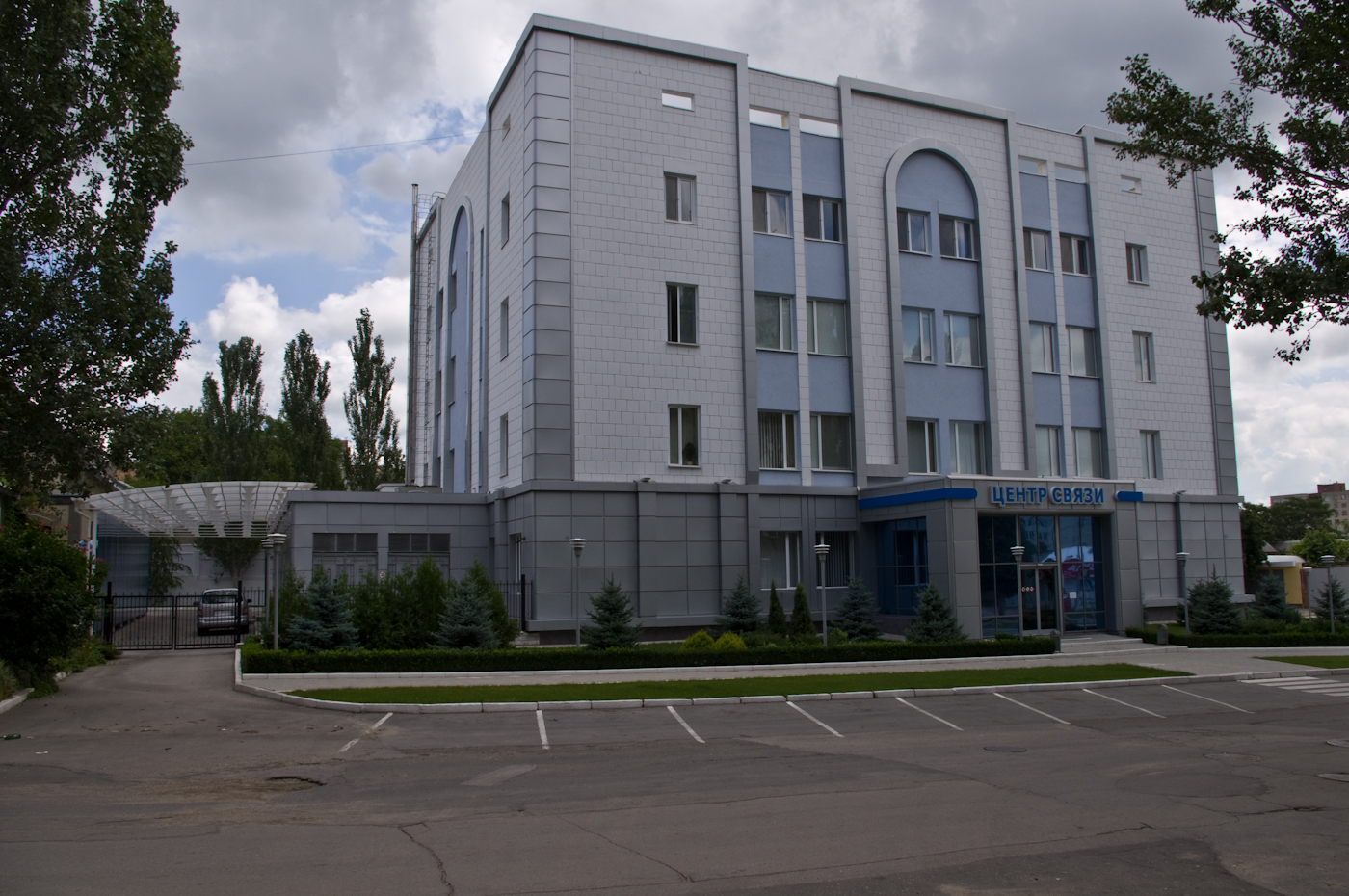
Центр зв'язку Інтертелеком в Тирасполі
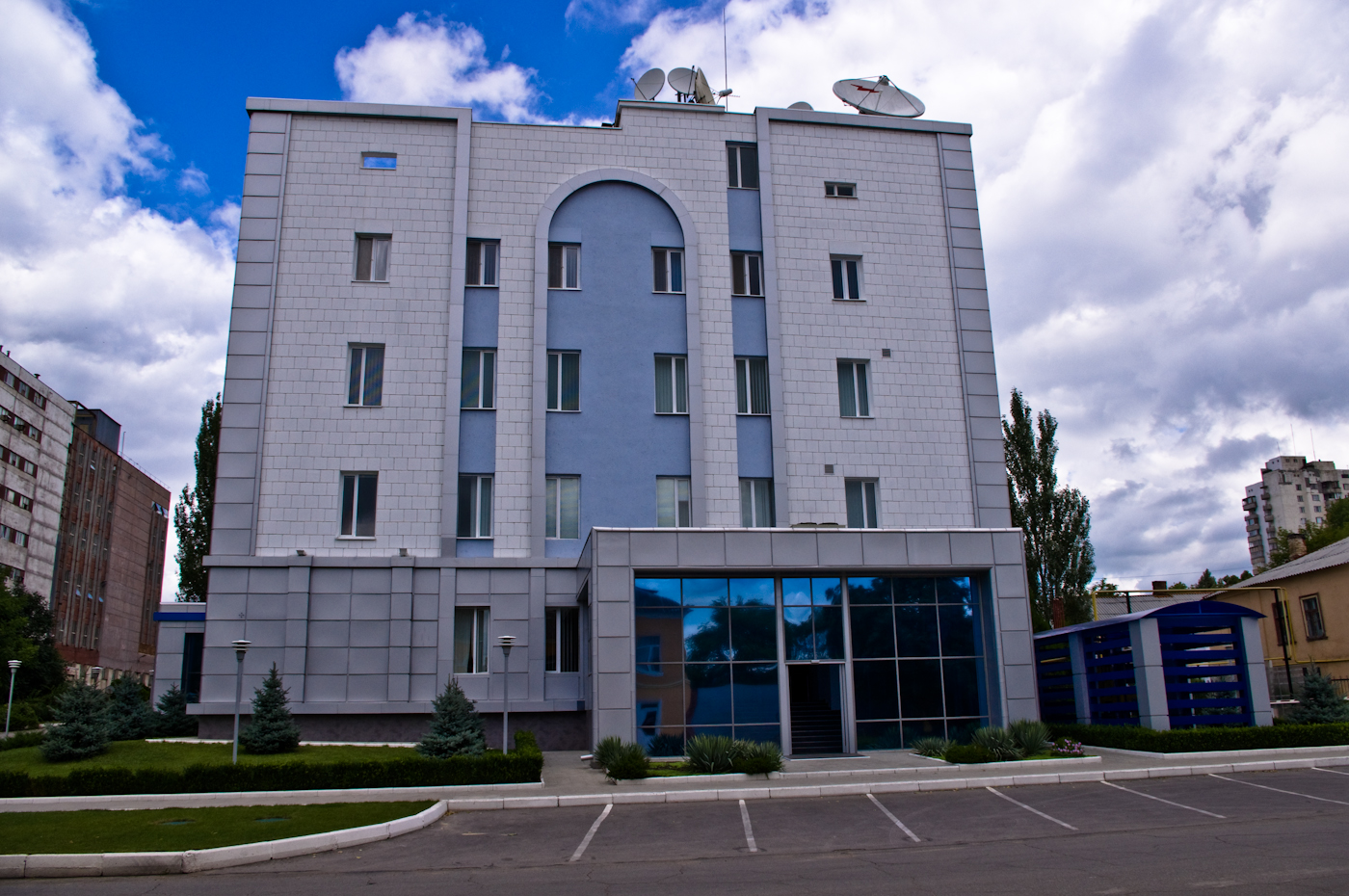
Центр зв'язку
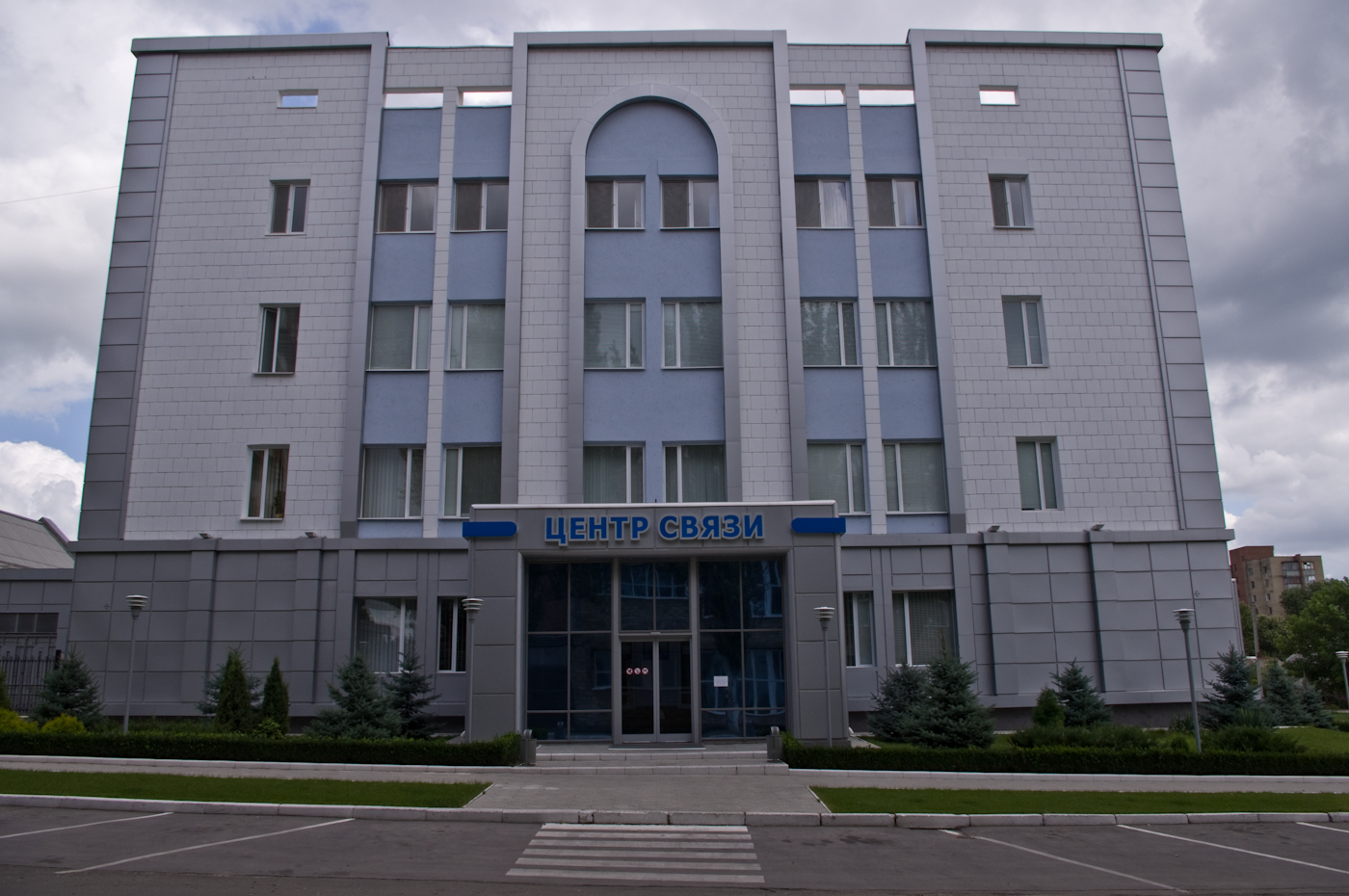
Інтерднестрком

### Структури
Контрольні пакети акцій низки підприємств ТОВ «Шериф» і ТОВ «Інтертелеком» купили в ході приватизації або за підсумками угод купівлі-продажу акцій з їхніми колишніми власниками.

#### ТВКЗ «KVINT»

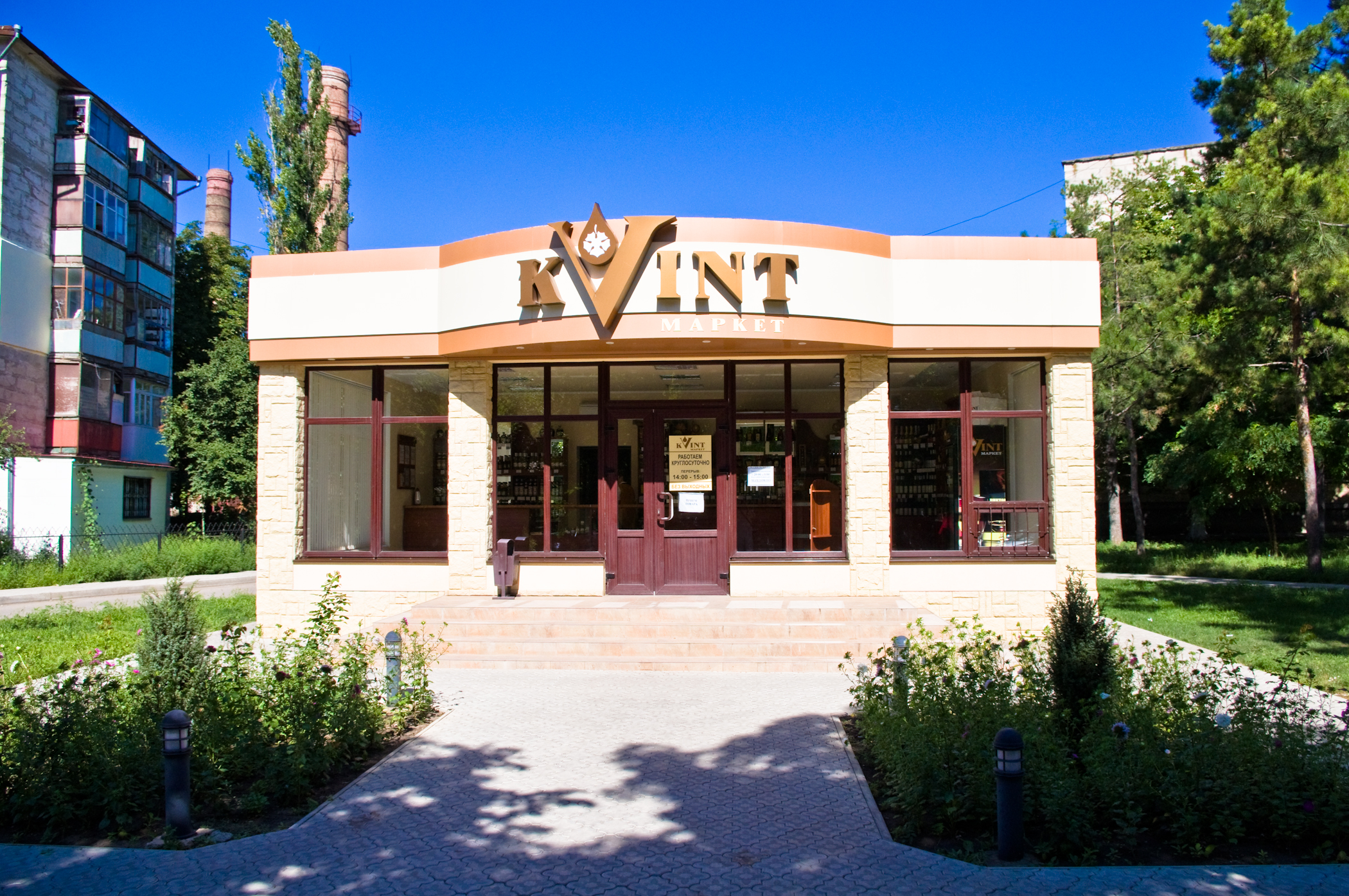
Магазин «Квінт» в Тирасполі

Компанія є співвласником Тираспольського винно-коньячного заводу «KVINT».
«KVINT», в свою чергу, володіє:
- мережею магазинів ТОВ «Квінт-Маркет»
- цехом спиртування фруктів і виробництва виноградного вина в с. Дойбани Дубоссарського району ПМР.

ТВКЗ KVINT Випускає молдавські вина і коньяки витримкою від 3 до 50 років: «KVINT», «Тірас», «Ністру», «Дойна», «Сюрпризный», «Тирасполь», «Сонячний», «Вікторія», «Ювілейний», «Чернецький», «Суворов», «Князь Вітгенштейн».
Генеральний директор ТВКЗ KVINT (із сином) є власником Дубоссарського заводу «Букет Молдавії» з полями (що належить заводу) винограду і ароматичних трав, а також з мережею фірмових магазинів заводу по всьому Придністров'ю. Винзавод «Букет Молдавії» розташований в м.Дубоссари в мікрорайоні Лунга. Спеціалізується на випуску вермутів та супутньої алкогольної продукції.

#### Тираспольський хлібокомбінат, Тираспольський КХП, Бендерський КХП

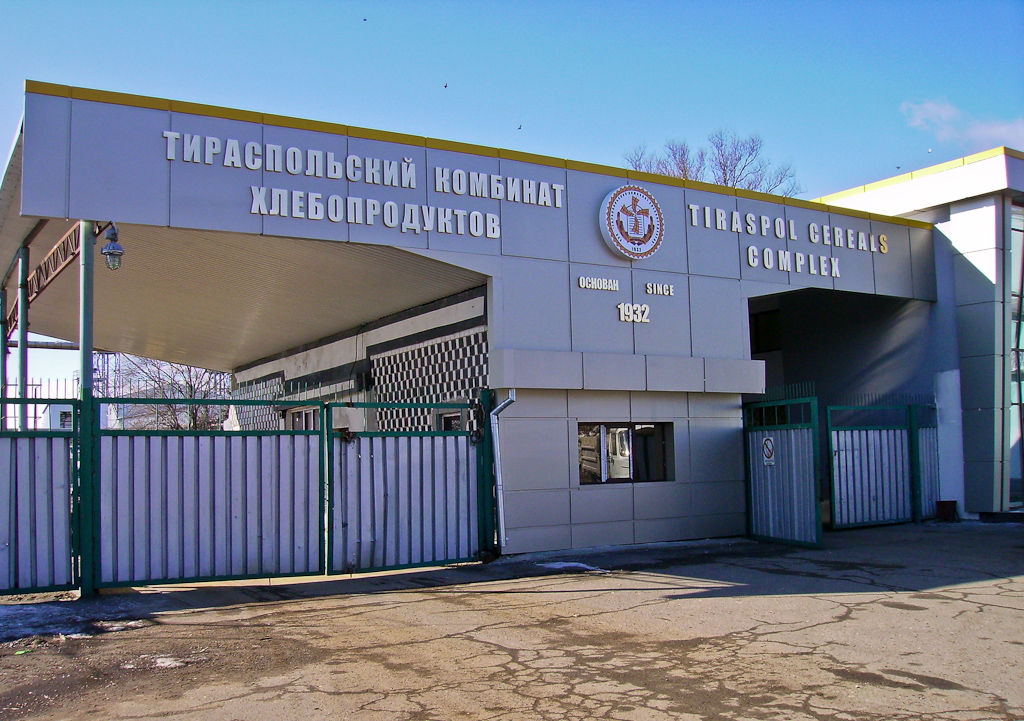
Тираспольський комбінат хлібопродуктів

Холдинг є власником Бендерського комбінату крохмалепродуктів, Тираспольського хлібокомбінату та Тираспольського комбінату хлібопродуктів.
- Тираспольський хлібокомбінат випускає різні сорти хліба (пшеничні, житні, з корисними добавками), солодкі вироби хлібобулочні, кондитерські вироби (торти, тістечка, рулети), бублики, сухарі, пряники, печиво, борошняні вироби до свят (великодні, різдвяні), мінеральну воду та безалкогольні газовані напої[25],
- Тираспольський КХП здійснює сушіння та очищення зерна, борошно різних сортів[26], всі види круп, висівок і комбікормів,
- Бендерський КХП виробляє різні види крохмалю і сиропів, різних видів крохмалепродуктів, як супутньої продукції переробки кукурудзи (патока, глютен, екстракт і т. д.), сухі корми для сільськогосподарських і домашніх тварин[27].

#### Осетровий комплекс «Акватир»
ТОВ «Акватир», основним власником якого є «Шериф» — підприємство з вирощування риб осетрових видів і виробництва натуральної чорної ікри стерляді, бестера і російського осетра із застосуванням технологій в області осетроводства, що відповідає міжнародним екологічним стандартам. Комплекс також займається промисловою переробкою і реалізацією осетрових та інших видів риб і морепродуктів.

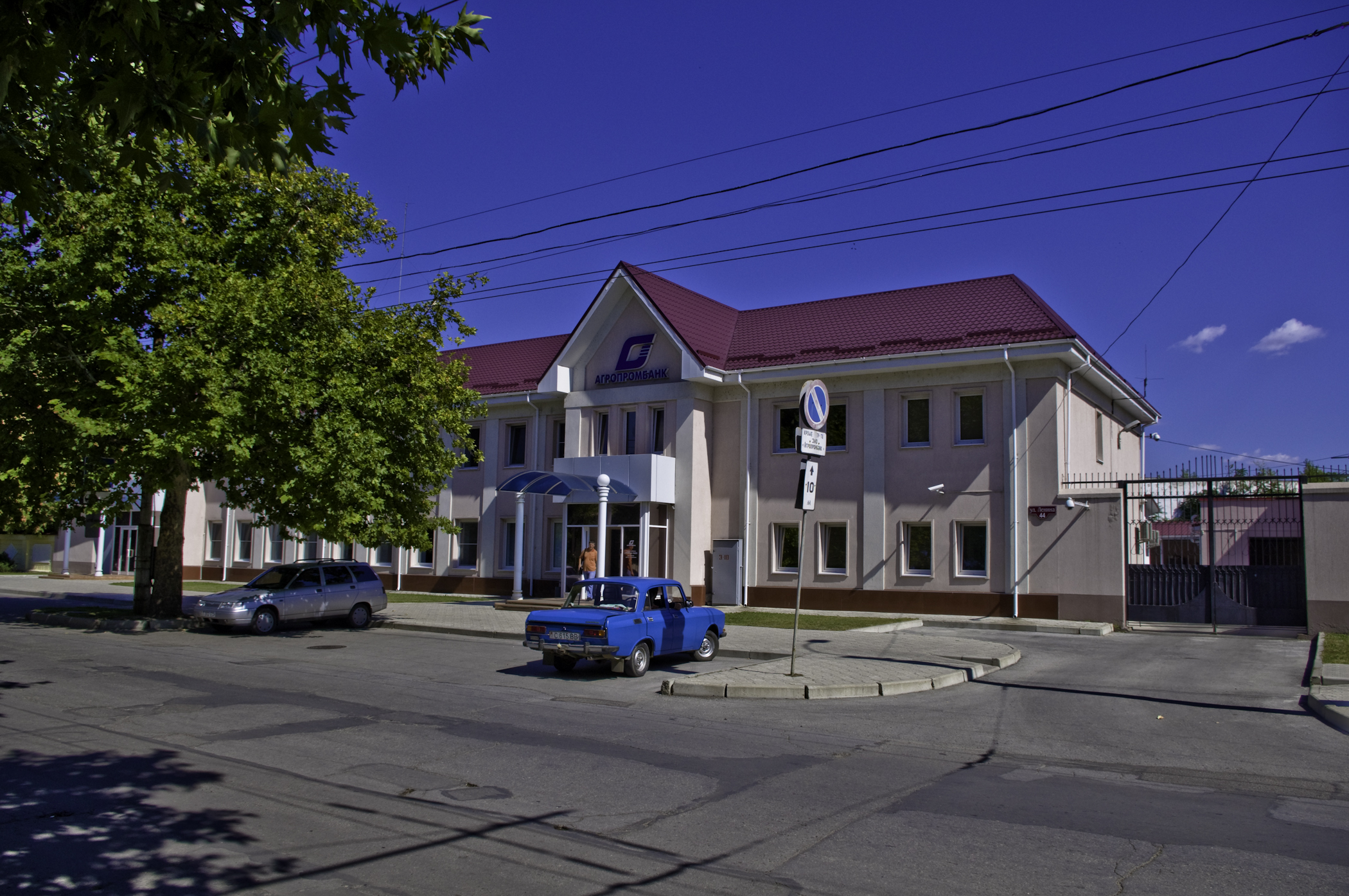
Агропромбанк — штаб-квартира

Проєктна потужність осетрового комплексу складає 50-80 т товарної риби та 5 т харчової ікри на рік, але продуктивність цеху з переробки риби — до 500 т рибної продукції на рік. ТОВ «Акватир» зареєстрований як експортер продукції, одержуваної з тварин, що знаходяться під загрозою знищення у відповідності з міжнародною конвенцією CITES (Конвенція про міжнародну торгівлю видами дикої фауни і флори, що перебувають під загрозою зникнення [Архівовано 26 вересня 2014 у WebCite]), а з 2011 року є членом NACEE (мережа центрів по аквакультурі Центральної і Східної Європи). Система менеджменту підприємства сертифікована німецькою організацією з сертифікації в області Міжнародних стандартів якості TUV THURINGEN на предмет відповідності Міжнародним стандартам ISO 9001:2008 та ISO 22000:2005. З 2013 року функціонує власна, добре оснащена лабораторія. У 2014 році в ході сертифікаційного аудиту ТОВ «Акватир» підтвердило відповідність сертифікату безпеки харчових продуктів FSSC 22000.
Виробничий комплекс ТОВ «Акватир» створений так, що управління всіма системами модуля повністю комп'ютеризовано; технологія вирощування риби засноване на замкнутому циклі водообміну, причому вода надходить з артезіанської свердловини і проходить кілька ступенів очищення. Чорну ікру передбачається отримувати методом здоювання (при цьому сама особина залишається живою).

### Структури холдингу в легкій та електрохімічній промисловості

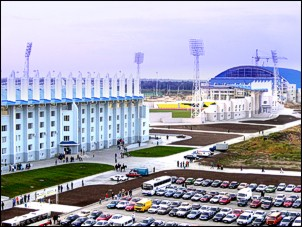
Спортивний комплекс «Шериф»

#### Тиротекс
ЗАТ «Тиротекс» (належить ЗАТ «Агропромбанк») — виробниче бавовняне об'єднання в Тирасполі, одне з найбільших у світі текстильних підприємств. Продукція комбінату «Тиротекс» поставляється на ринки Австрії, Німеччини, Греції, Італії, Голландії, Швеції, Швейцарії, Португалії, Румунії, Польщі, США. Тканини «Тиротекс» виставлялися на міжнародних ярмарках в Угорщині, Болгарії, Мексиці, Німеччині, Фінляндії та щорічно виставляються на виставці Heimtextil у Франкфурті.

## Реквізити

### Керівництво
- Президент — Гушан Віктор Анатолійович
- Генеральний директор — Огірчук Дмитро Васильович
- Перший заступник генерального директора — Шкільнюк Порфирій Володимирович